# Thanatus stripatus
Thanatus stripatus is een spinnensoort in de taxonomische indeling van de renspinnen (Philodromidae).
Het dier behoort tot het geslacht Thanatus. De wetenschappelijke naam van de soort werd voor het eerst geldig gepubliceerd in 1980 door Benoy Krishna Tikader.